# داستان آکانه
داستان آکانه مجموعه مانگای ژاپنی به نویسندگی یوکی سوئه‌ناگا و تصویرگری تاکاماسا موئه است. ماجرا دربارهٔ دختر نوجوانی به نام آکانه اوساکی است که می‌خواهد به بالاترین رتبه در راکوگو برسد، تا از کسانی که شش سال پیش پدرش را از این حرفه اخراج کردند، انتقام بگیرد. انتشار این مانگا از فوریه ۲۰۲۲ در مجله مانگای شوئیشا آغاز شد و فصل‌های آن تا ژوئن ۲۰۲۵ در ۱۷ جلد تانکوبون جمع‌آوری شد. استودیو Zexcs از این اثر یک مجموعه انیمه تلویزیونی اقتباس کرده که در سال ۲۰۲۶ نمایش داده خواهد شد.
داستان آکانه با استقبال مثبت منتقدان مواجه شده و نامزد جوایز مختلفی شده است.

## داستان
آکانه در دوران کودکی پدرش و راکوگو (نوعی قصه‌گویی سنتی ژاپنی) را تحسین می‌کرد. در این نوع قصه‌گویی، یک بازیگر به نام راکوگوکا، داستانی طولانی، پیچیده و معمولاً خنده‌دار را با چندین شخصیت به تصویر می‌کشد که با تغییر در زیر و بمی صدا، لحن، چرخش‌های جزئی سر و حرکات دست، در حالی که در جای خود نشسته‌اند، از هم متمایز می‌شوند. اما وقتی او در مدرسه ابتدایی بود، پدرش و سایر متقاضیان طی آزمونی نمایشی برای کسب سومین و بالاترین رتبه راکوگو یعن شین‌اوچی، از مدرسه آراکاوا اخراج شدند. شش سال بعد، آکانه که مخفیانه از استاد سابق پدرش درس می‌گرفت، برای انتقام پدرش و اثبات اینکه یک حرفه اصیل است، تصمیم می‌گیرد که به یک شین‌اوچی از مدرسه آراکاوا تبدیل شود.